# 상평창
상평창(常平倉)은 고려시대와 조선시대의 물가 조절 기관으로, 중국 전한 때부터 이어진 동명의 제도에서 유래하였다. 물가를 조절하였다는 점에서 현재의 한국은행과 한국조폐공사에 해당한다.

## 운용
상평창은 이른바 흉년에는 백성들을 구하고, 풍년에는 농민들이 손해를 입지 않도록 한다는 정책에서 나온 것이다.
풍년에 곡가가 떨어지면 관에서 시가(市價)보다 비싸게 미곡을 사 두었다가 흉년에 곡가가 오르면 싸게 방출함으로써 곡가를 조정, 생활을 돕고자 한 것이었다. 좀 더 구체적으로는 곡가가 등귀할 때에 고가로 포(布)를 사들였다가 곡가가 저락(低落)할 때에 염가로 미곡으로 바꾸게 하였다. 자연 재해 등으로 농민들의 삶이 어려워지면 국가가 상평창 같은 구휼제도를 실행하였다.

## 고려의 상평창
고려 성종 12년(993년) 개경(현재 개성)과 서경(현재 평양) 그리고 12목에 설치한 물가 조절을 위한 기관이다.
고려 때 정부에서는 물가를 조절하고 안정시키기 위하여 포(布) 32만 필로 쌀 6만 4천 섬을 바꾸어 5천 섬은 경시서(京市署)에 저축하여 두었다가 적절한 시기에 매매케 하였다. 나머지는 서경 및 주군창(州郡倉) 15개소에 나누어 저장하였는데, 서경의 것은 분사(分司)의 사헌대에 맡기고, 주군창의 것은 각각 지방 장관으로 하여금 관리 매매케 했다.

## 조선의 상평창
조선 왕조에서도 이 제도는 존속되었고, 세조가 농사 시책에 용력(用力)하여 시행하였다. 상평창은 후에 이르러 물가의 조정뿐만 아니라 의창 대신 환곡제도까지 담당하게 되었다.
그러나, 이 상평창은 이자 1/10 (10%)을 납부해야하기 때문에 16세기 조선 중기로 넘어가면 고리대금업으로 변질, 훗날 조선의 환곡제도가 문란해지는 원인이 된다.

## 같이 보기
- 의창